# J. Gordon Edwards
J. Gordon Edwards (Montréal, 24 giugno 1867 – New York, 31 dicembre 1925) è stato un regista e sceneggiatore canadese.
In dieci anni, dal 1914 al 1924, ha girato più di 50 pellicole (andate in gran parte perdute), molte con Theda Bara. Ha lavorato anche come sceneggiatore in quattro film e ne ha firmato uno come produttore. Era soprannominato Jack.

## Biografia
Nato in Canada, a Montréal, cominciò la sua carriera come attore e poi come regista e impresario al Suburban Garden Theatre di Saint Louis. Studiò all'Academy of Music di New York, dove venne contattato da William Fox che lo ingaggiò come regista cinematografico. Girò ventidue film con Theda Bara che lo definì "the nicest director I ever worked with".
Edwards è morto nel 1925 a New York per polmonite.
Era il nonno di Blake Edwards.

## Filmografia

### Regista
- St. Elmo (1914)
- Life's Shop Window (1914)
- The Celebrated Scandal co-regia James Durkin (1915)
- Anna Karenina (1915)
- A Woman's Resurrection (1915)
- Should a Mother Tell (1915)
- The Song of Hate (1915)
- Blindness of Devotion (1915)
- The Galley Slave (1915)
- The Unfaithful Wife (1915)
- The Green-Eyed Monster (1916)
- A Wife's Sacrifice (1916)
- The Spider and the Fly (1916)
- Under Two Flags (1916)
- Her Double Life (1916)
- Romeo and Juliet (1916)
- Il pirata dell'amore (The Vixen) (1916)
- The Darling of Paris  (1917)
- The Tiger Woman, co-regia di George Bellamy (1917)
- Tangled Lives (1917)
- Her Greatest Love (1917)
- Heart and Soul (1917)
- Camille (1917)
- Cleopatra (1917)
- Rosa di sangue (The Rose of Blood) (1917)
- Madame du Barry (1917)
- The Forbidden Path (1918)
- The Soul of Buddha (1918)
- Under the Yoke (1918)
- Salomè (1918)
- When a Woman Sins (1918)
- The She Devil (1918)
- The Light (1919)
- When Men Desire (1919)
- The Siren's Song (1919)
- A Woman There Was (1919)
- I predoni della prateria (The Lone Star Ranger) (1919)
- Wolves of the Night (1919)
- L'ultimo eroe (The Last of the Duanes)  (1919)
- Wings of the Morning (1919)
- Heart Strings (1920)
- The Adventurer (1920)
- The Orphan (1920)
- The Joyous Troublemaker (1920)
- Un vagabondo alla corte di Francia (If I Were King) (1920)
- Drag Harlan (1920)
- The Scuttlers (1920)
- La regina di Saba (The Queen of Sheba) (1921)
- His Greatest Sacrifice (1921)
- Nero (1922)
- The Silent Command (1923)
- The Shepherd King (1923)
- The Net (1923)
- It Is the Law (1924)

### Sceneggiatore
- Blindness of Devotion, regia di J. Gordon Edwards (1915)
- A Wife's Sacrifice (1916)
- The She Devil (1918)
- La regina di Saba (The Queen of Sheba) (1921)

### Produttore
- Under Two Flags (1916)

### Varie
- La figlia degli Dei (A Daughter of the Gods) (1916)   (supervisore scene in Giamaica)